# 小侯
小侯（1956年3月2日—），本名侯耀中（亦有寫侯耀宗、侯躍中），另曾用藝名小猴，香港武打演員、武術指導、動作指導、動作導演，係劉家良的學生和助手。

## 生平簡介
早年跟香港京劇藝員粉菊花學京劇武工，能動京劇武戲，師兄弟有董瑋、林正英、孟海等多人，1960年代與師父、師兄弟到美國巡迴，表演雜技。
1975年不到18歲就加入劉家班做龍虎武師，不到20歲就做了主要配角。
第1部領銜主演（與師父劉家良同列）的武打片是1979年上映的《瘋猴》，飾被叫做馬騮仔（小猴子）的徒弟。
1979年上映的吳明才武術指導作品《空山靈雨》（胡金銓導演作品），侯耀中與蕭德虎做助理武術指導，係其第1部助理武術指導作品。
1980年的《洪文定三破白蓮教》（羅烈導演作品）這部劉家良武術指導作品，小侯與師叔神仙（劉湛徒弟，劉家良師弟）、師兄弟京柱同列副武術指導，係其第1部副武術指導作品。
領銜主演作品還有1981年的《長輩》（飾香港留學生余滔，與師父劉家良同列名），1982年的《御貓三戲錦毛鼠》（飾翻江鼠蔣平），1985年的《霹靂十傑》（飾方世玉，與師兄弟劉家輝同列名）等，同時兼武術指導（與師父劉家良、師兄弟京柱合作）。
他和京柱這2位京劇武打演員出身的武師先在師父劉家良執導的《少林搭棚大師》等邵氏武打電影裡做副武術指導，后與師父劉家良共同列名武術指導（《武館》、《十八般武藝》、《長輩》、《掌門人》、《御貓三戲錦毛鼠》、《五郎八卦棍》等），可說是香港邵氏劉家班武打電影的鐵3角。
小侯武工好，又富喜感，常擔當劉家班武打片的詼諧角色：《少林搭棚大師》裡的暴牙仔、《長輩》裡的后生仔、《御貓三戲錦毛鼠》裡的翻江鼠蔣平等。
后參加多部洪金寶的電影。
另有《驅魔警察》（與師兄弟董瑋等多人合作）、《猛鬼系列之一眉道姑》（與班馬仔合作）、《千年女妖》、《黃飛鴻系列之一代宗師》、《少林英雄之方世玉洪熙官》等武術指導作品。
根據香港電影資料館在線目錄，小侯參加的電影作品至少有31部。

## 主要演出作品年表
- 《功夫小子》（He Has Nothing But Kung Fu，1977年）
- 《三德和尚與舂米六》（The Iron-Fisted Monk，1977年）
- 《少林三十六房》（The 36th Chamber of Shaolin，1978年）
- 《中華丈夫》（Heroes of the East，1978年）
- 《瘋猴》（Mad Monkey Kung Fu，1979年）
- 《茅山僵尸拳》（Spiritual Boxer 2，1979年）
- 《爛頭何》（Dirty Ho，1979年)
- 《天才功夫》（Kung Fu Genius，1979年）
- 《少林搭棚大師》（Return to the 36th Chamber，1980年，兼副武術指導）
- 《洪文定三破白蓮教》（Clan of the White Lotus，1980年，兼副武術指導）
- 《長輩》My Young Auntie，1981年，兼武術指導（合作）
- 《武館》Martial Club，1981年，兼武術指導（合作）
- 《十八般武藝》Legendary Weapons of China，1982年，兼武術指導（合作）
- 《龍虎少爺》The Treasure Hunters，1982
- 《御貓三戲錦毛鼠》Cat Versus Rat，1982，兼武術指導（合作）
- 《鬼畫符》The Fake Ghost Catchers，1982
- 《最佳拍檔2》Aces Go Places 2，1983
- 《五郎八卦棍》Eight-Diagram Pole Fighter，1983，兼武術指導（合作）
- 《掌門人》The Lady is the Boss，1983，兼武術指導（合作）
- 《弟子也瘋狂》Crazy Shaolin Disciples，1985
- 《皇家師姐》Yes, Madam!，1985
- 《龍的心》Heart of Dragon，1985)
- 《霹靂十傑》Disciples of the 36th Chamber，1985，兼武術指導（合作）
- 《最佳福星》Lucky Stars Go Places，1986
- 《富貴列車》Millionaire's Express，1986，兼武術指導（合作）
- 《僵尸先生》Mr Vampire 2，1986年
- 《東方禿鷹》Eastern Condors，1987，兼武術指導（合作）
- 《過埠新娘》Paper Marriage，1988年
- 《執法先鋒2》Righting Wrongs 2: Blonde Fury，1989
- 《群龍戲鳳》Pedicab Driver，1989年
- 《一眉道姑》Vampire Settle on Police Camp，1990年，兼武術指導（合作）
- 《千年女妖》Demoness from Thousand Years，1990年，兼武術指導
- 《嘩！英雄》What a Hero，1992年
- 《戰神傳說》The Moon Warriors，1992年
- 《鐵馬騮》Iron Monkey1993年
- 《青蜂俠》The Green Hornet 1994年
- 《緝毒先鋒》Drugs Fighters，1995年
- 《霹靂火》Thunderbolt，1995年
- 《旺角黑夜》One Nite in Mongkok，2004年

## 外部連結
- 小侯在互联网电影资料库（IMDb）上的資料（英文）（英文）
- 在AllMovie上小侯的頁面（英文）
- 小侯在香港影庫上的簡介
- 小侯在豆瓣上的资料（简体中文）
- 小侯在时光网上的簡介（简体中文）